# Qian Lin

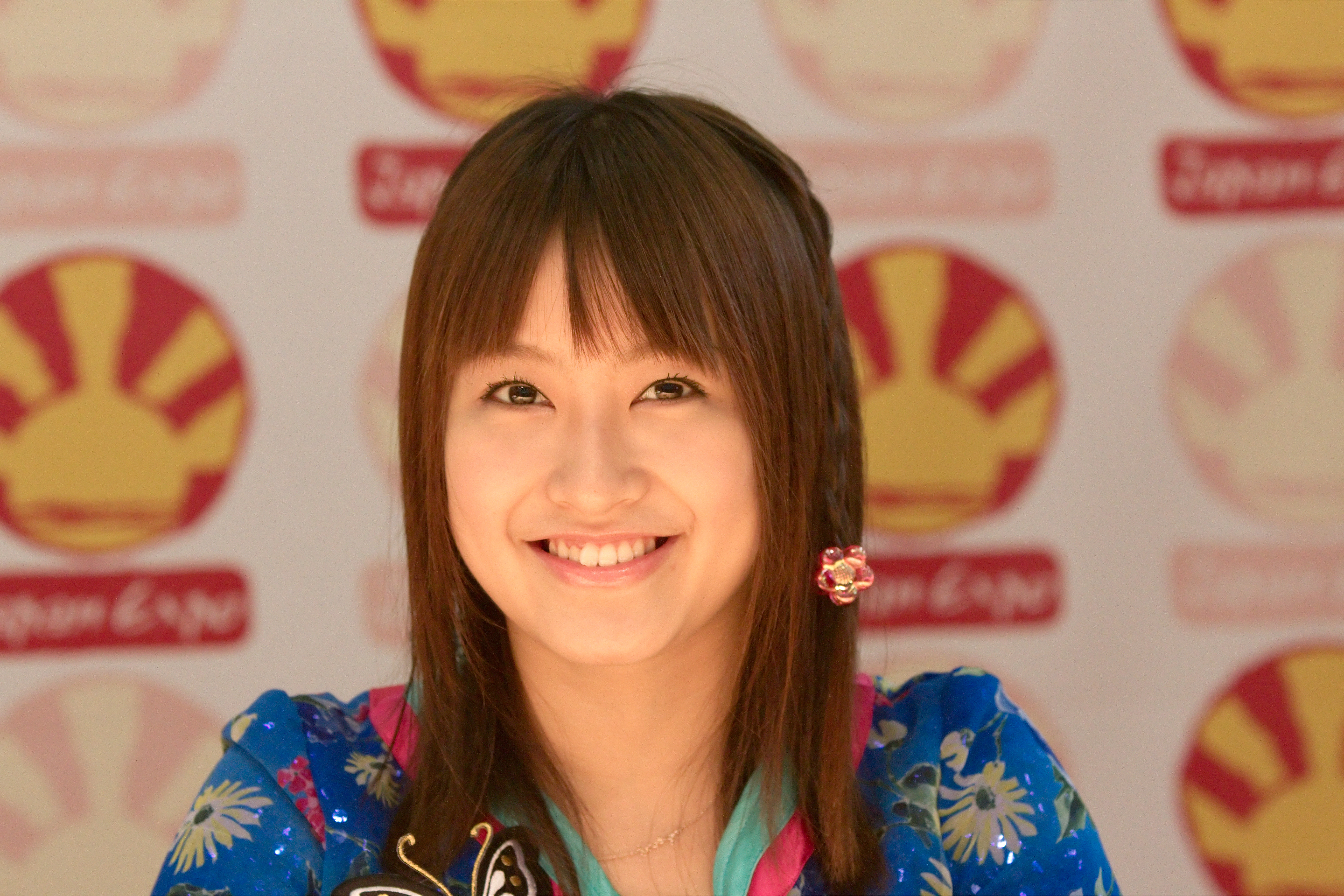
Qian Lin (2010)

Qian Lin (chinesisch 銭琳, Pinyin Qián Lín; * 11. März 1991) ist eine chinesische Sängerin und Musikproduzentin. Bekannt wurde sie als Mitglied der japanischen Girlgroup Morning Musume, dort unter dem Namen Linlin (リンリン, Rinrin).

## Profil
Qian war 1999 erstmals im chinesischen Fernsehen zu sehen. Schon als Zweitklässlerin wurde sie gescouted und hatte seitdem Auftritte in mehreren Doramas und moderierte Fernsehshows. Ein Bekannter des Produzenten Tsunku wurde auf sie aufmerksam und empfahl, sie in das Hello! Project aufzunehmen. Qian trat daraufhin 2007 den Hello! Pro Kenshūsei bei. Da sie nicht namentlich vorgestellt wurde, war sie unter den Fans als "mysteriöses Mädchen mit dem Pferdeschwanz" bekannt.
Im März desselben Jahres wurde Qian zusammen mit Li Chun als neues Mitglied von Morning Musume angekündigt. Sie waren die ersten, und bis heute einzigen, Mitglieder, die nicht aus Japan stammen. Tsunku sah in den beiden eine Chance, Morning Musume und das Hello! Project auf dem asiatischen Markt zu etablieren.
Unter Fans, insbesondere in der internationalen Fangemeinde, gilt Qian oft als unterschätzt. Trotz ihres guten Gesangs blieb sie während ihrer gesamten Zeit in Morning Musume im Hintergrund. Sie übernahm 2009 die Leitung der Gruppe Shin Minimoni und wurde 2010 Teil der Unit Ex-ceed!, welche für die Shanghai Expo 2010 gegründet wurde. Am 15. Dezember 2010 verließ Qian zusammen mit Eri Kamei und Li Chun Morning Musume und das Hello! Project. Sie ging zurück nach China.
Dort startete sie 2013 eine Solo-Karriere. 2015 kündigte sie ein neues Projekt an: Sie arbeitet seitdem als Produzentin für die chinesische Girlgroup Idol School. Qian fungiert zudem als Komponistin und Songwriterin für die Gruppe.

## Privates
Qian Lin gab 2016 überraschend bekannt, bereits seit 2014 verheiratet und Mutter einer Tochter zu sein. Kurz darauf gab sie einem japanischen Fernsehteam eine Tour durch ihre Villa in Shanghai, bei der ihr Ehemann Chin Jin Han und die Tochter Nono vorgestellt wurden. Eine zweite Tochter folgte im Jahr 2020.

## Diskografie
Als Solistin

### Alben
- 2013: Zhàn Dòu (chinesisch 战豆, Pinyin Zhàn Dòu)

Als Komponistin

### Lieder
- 2015: Your Chapter
- 2015: Xiang Hui Jia De Shengyin (chinesisch 想回家的声音)
- 2015: La La La La Sheng Dan Kuai Le O (chinesisch 啦啦啦啦圣诞快乐耶)
- 2016: Ting Ni (chinesisch 挺你)
- 2016: Happy Happy New Year Yeah
- 2016: Xing Wen (chinesisch 星吻)
- 2016: Qian Qui (chinesisch 千秋)
- 2016: Luo Hua Gui Zang (chinesisch 落花归葬)